# Supovski (Adiguesia)
Supovski (del ruso: Суповский) es un pueblo (posiólok) del raión de Tajtamukái en la república de Adiguesia de Rusia. Está situado en la orilla izquierda del río Sups, 4,5 km al sudoeste de Tajtamukái y 97 km al noroeste de Maikop, la capital de la república. Tenía 508 habitantes en 2010
Pertenece al municipio Enemskoye.

## Transporte
Cuenta con una plataforma ferroviaria en la línea Krasnodar-Krivenkovskaya-Tuapsé-Pasazhírskaya.